# مهدی مهدی‌زاده
مهدی مهدی‌زاده (زادهٔ ۱۳۱۸ در گناباد) دانش آموخته مقطع دکترای رشته ریاضیات محض  از دانشگاه پاریس ۶ و عضو هیئت علمی دانشگاه علم و صنعت ایران، و دانشکده فنی مهندسی دانشگاه آزاد تهران مرکز  می‌باشد.

## فعالیت سیاسی
او نمایندهٔ حوزهٔ انتخابیهٔ گناباد و بجستان در دوره‌های  دوم  سوم، چهارم، پنجم و هشتم مجلس شورای اسلامی بود.
| دوره  | رای    | درصد |
| ----- | ------ | ---- |
| هشتم  | ۲۳٬۰۱۲ | ۳۶   |
| پنجم  | ۲۰٬۱۳۷ | ۳۵   |
| چهارم | ۲۳٬۹۳۱ | ۴۷   |
| سوم   | ۳۰٬۰۵۰ | ۷۱   |
| دوم   | ۴۰٬۳۱۹ | ۷۵   |